# 하비에르 솔라나
프란시스코 하비에르 솔라나 데 마리아가(Francisco Javier Solana de Madariaga, 1942년 7월 14일 ~)는 스페인의 정치인이자 물리학자이다. 펠리페 곤살레스 정권에서 일했으며 (1982년~1995년), 1995년~1999년 북대서양 조약기구 (NATO) 사무총장, 1999년~2009년 유럽 연합 외무 안보 정책 고위 대표, 유럽 연합 이사회 및 서유럽 연합의 사무총장을 지냈다.

## 같이 보기
- 유럽 연합의 확대
- 유럽 연합의 역사
- 북대서양 조약 기구 사무총장
- 유럽 연합 외교 문제·안보 정책 고위대표

| 전임 신설 | 제1대 유럽 연합 외교 문제·안보 정책 고위대표 1999년~2009년 | 후임 캐서린 애슈턴 |